# Ruy Luís Gomes
Ruy Luís Gomes  (Porto, 5 de dezembro de 1905 — Porto, 27 de outubro de 1984) foi um matemático português e um dos fundadores do Instituto de Ciências Biomédicas Abel Salazar.

## Biografia
Ruy Luís Gomes nasceu na freguesia de São Pedro de Miragaia, no concelho do Porto. Era filho de António Luís Gomes e de Maria José de Medeiros Alves Gomes.

## Formação académica
António Luís Gomes foi reitor da Universidade de Coimbra de 1921 a 1924 e a sua família viveu naquela cidade durante esse período. Ruy Luís Gomes concluiu o curso complementar de Ciências no Liceu Central de José Falcão, em Coimbra, em 1922. Frequentou em seguida o Curso de Ciências Matemáticas na Faculdade de Ciências da Universidade de Coimbra, tendo concluído a licenciatura  em 1926, com a classificação de 20 valores. Foi nomeado assistente da mesma faculdade ainda esse ano. Doutorou-se pela Universidade de Coimbra em 1928 com a tese Sobre o desvio das trajetórias dum sistema holónomo.

## Carreira académica e de investigação em Portugal
Logo após a conclusão da licenciatura, Ruy Luís Gomes foi nomeado assistente da Faculdade de Ciências da Universidade de Coimbra.
Em 1929 inicia a carreira na Faculdade de Ciências da Universidade do Porto, na qualidade de assistente.
Em 1933 abriu um concurso para professor catedrático da secção de Matemática daquela Faculdade, ao qual Ruy Luís Gomes concorreu e cujo lugar lhe foi atribuído.
Ruy Luís Gomes foi diretor do Gabinete de Astronomia e cofundador do Observatório Astronómico da Universidade do Porto. Foi também cofundador da Sociedade Portuguesa de Matemática, em 1940. Em 1941, apresentou ao Instituto para a Alta Cultura uma proposta de criação do Centro de Estudos Matemáticos do Porto (atual Centro de Matemática da Universidade do Porto). Este foi fundado em 1942 e Ruy Luís Gomes foi o seu diretor até 1947.
Em 1943, juntamente com António Aniceto Monteiro e Aureliano de Mira Fernandes, criou a Junta de Investigação Matemática, uma associação privada de cientistas sem financiamento público.

## A demissão
Em 1947, Ruy Luís Gomes foi demitido do cargo de professor catedrático da Universidade do Porto por iniciativa do Ministro da Educação Nacional, Fernando Pires de Lima, por ter reclamado contra a prisão pela PIDE de uma aluna sua.

## Atividade política
Entre 1945 e 1957 Ruy Luís Gomes esteve preso em, pelo menos, dez ocasiões, devido à sua atividade política.
Foi vice-presidente da Comissão Distrital do Porto da Candidatura de General Norton de Matos à Presidência da República, em 1949. Presidiu à Comissão Central do Movimento de Unidade Democrática (MUD) até à sua desagregação, em 1947.
O Partido Comunista Português promoveu a sua candidatura à Presidência da República em 1951. Esta candidatura foi rejeitada pelo Supremo Tribunal de Justiça.

## Exílio
Ruy Luís Gomes exilou-se na América do Sul. Foi docente na Universidade de Bahia Blanca, na Argentina, de 1958 a 1962 e na Universidade de Pernambuco, no Recife (Brasil), de 1962 a 1974 (juntamente com o seu antigo aluno José Morgado), tendo-lhe sido atribuído o título de Professor Emérito daquela Universidade em 1978.

## Regresso
Regressou a Portugal após a Revolução de 25 de Abril, tendo-se tornado no primeiro reitor da Universidade do Porto após aquela revolução. Alvo de críticas, dada as suas crenças políticas "comunistas", viria a jubilar-se pouco após assumir a reitoria, a 5 de dezembro de 1975, tendo sido então nomeado reitor honorário da Universidade do Porto. Foi o primeiro presidente da Delegação Norte da Sociedade Portuguesa de Matemática, em 1980–1981. Faleceu vítima de enfarte do miocárdio.
Fundou, em 1975, juntamente com personalidades como Corino de Andrade e Nuno Grande o Instituto de Ciências Biomédicas Abel Salazar da Universidade do Porto.

## Homenagens
- Ordem da Amizade dos Povos da União Soviética, em 23 de maio de 1981
- Medalha de Serviços Científicos (Brasil), em 1981
- Grande oficial da Ordem da Liberdade, em 14 de abril de 1982[4]
- Conferência de homenagem, promovida pela Sociedade Portuguesa de Matemática, pela Sociedade Portuguesa de Física e pela Universidade do Porto, em 5 de dezembro de 2005, assinalando o centenário do seu nascimento.[1][2]

## Obras de Ruy Luís Gomes
- Sôbre a estabilidade dos movimentos dum sistema holónomo. Lisboa, 1929.
- Integral de Riemann. Porto : Junta de Investigação Matemática, 1949.
- Integral de Lebesgue-Stieltjes: Definição, somabilidade e mensurabilidade, Teorema de Riesz. Porto : Junta de Investigação Matemática, 1952.
- A teoria da relatividade: Espaço • Tempo • Gravitação. Lisboa : Edições Monsanto, 1954.
- De Poincaré ao intuicionismo actual na crítica dos Fundamentos da Matemática: Reflexos no pensamento filosófico e matemático português (em co-autoria com Luís Neves Real). Braga : Faculdade de Filosofia de Braga, 1955.
- Problemas de Investigação e História. Porto : Editorial Inova, 1960–1961.[1][2]